# Belluscone – Warum die Italiener Berlusconi lieben
Belluscone – Warum die Italiener Berlusconi lieben (Originaltitel: Belluscone – una storia siciliana, italienisch für „eine sizilianische Geschichte“) ist ein italienischer Dokumentarfilm des Regisseurs Franco Maresco aus dem Jahr 2014. Er porträtiert die Anhängerschaft des Politikers und Medienmoguls Silvio Berlusconi. Nach Erscheinen des Films versuchte Forza Italia, die Partei Berlusconis, ihn in Italien verbieten zu lassen, jedoch ohne Erfolg. Der Kinostart in Deutschland war am 23. April 2015.

## Handlung
Der Film beleuchtet „das Verhältnis von Staat und Mafia in Italien, das ewige Miteinander von Politik und organisiertem Verbrechen“ (ttt – titel thesen temperamente). Maresco erzählt in seiner Dokumentation von der speziellen Beziehung des ehemaligen Ministerpräsidenten Silvio Berlusconi zu Sizilien. In Brancaccio, einem Stadtviertel der sizilianischen Hauptstadt Palermo, wird das alltägliche Leben von den Chefs der großen Mafiaclans bestimmt. Hier wäscht eine Hand die andere. Marescos Protagonist Ciccio Mira, ein halbseidener Musikmanager mit Mafiaverbindungen, organisiert die Straßenfeste des Viertels. Dort versammeln sich die Stammwähler von Silvio Berlusconi. Die Musiker Ricciardi und Erik haben eigens ein Lied für den „Cavaliere“ geschrieben („Ich würde Berlusconi gerne kennenlernen“). Die Begeisterung für Berlusconi auf den Straßenfesten Palermos ist grenzenlos, und Maresco macht deutlich, warum das so ist: Für ihn liegt der Verdacht nahe, dass der „Cavaliere“ seit Jahrzehnten Verbindungen zu sizilianischen Clans unterhält – und sich so in Sizilien seine Wählerstimmen sichert.

## Rezeption
Der Filmdienst meinte, aus dem „dokumentarischen Eintauchen ins Milieu von Berlusconis Wählerschaft sowie aus Interviews, Film- und Fernsehausschnitten und Fotos“ entstehe ein „politisch-kulturelle[r] Essay von hohem Unterhaltungswert“, das ein „erhellendes Bild auf die politische Kultur Italiens“ werfe.

## Auszeichnungen und Nominierungen
Spezial-Preis der Jury (Orizzonti-Preis) bei den 51. Filmfestspielen von Venedig 2014. Im Mai 2015 wurde „Belluscone“ für den wichtigsten italienischen Filmpreis David di Donatello nominiert – in der Kategorie „Bester Dokumentarfilm“.